# Elecciones generales de Surinam de 2000
Las Elecciones Parlamentarias de Surinam se llevaron a cabo el 25 de mayo de 2000. La coalición opositora multiétnica dirigida por Ronald Venetiaan consiguió la victoria con el 47.5% de los votos y 33 escaños, 2/3 necesarios para gobernar con mayoría absoluta y elegir presidente sin la necesidad de una coalición. Por otra parte, la coalición oficialista Combinación del Milenio que agrupó el partido del exdictador Desi Bouterse (NDP) consiguió apenas el 15% y 10 escaños postulando a Rashied Doekhie. La alianza del presidente Jules Wijdenbosch (destituido por actos de corrupción) se ubicó en el tercer lugar con 10% y 3 escaños.
El 19 de julio se votó a Venetiaan como nuevo presidente para el período 2000-2005 con 35 escaños a favor y 16 en contra.
La participación fue del 72%.

## Resultados
| Coalición      | Coalición                                         | Votos   | Porcentaje | Diputados |
| -------------- | ------------------------------------------------- | ------- | ---------- | --------- |
|                | Nuevo Frente para la Democracia y Desarrollo      | 86 803  | 47,5       | 33        |
|                | Combinación del Milenio                           | 27 481  | 15         | 10        |
|                | Plataforma Nacional Democrática                   | 18 154  | 9,9        | 3         |
|                | Alternativa Democrática 91                        | 11 183  | 6,1        | 2         |
|                | Partido Básico para la Renovación                 | 9570    | 4,9        |           |
|                | Federación de Trabajadores y Agricultores         | 8173    | 4,5        | 3         |
|                | Partido Para la Democracia, Desarrollo y Unidad   | 4561    | 2,5        |           |
|                | Partido Progresista Actualizado                   | 4510    | 2,5        |           |
|                | Nueva Opción                                      | 4361    | 2,4        |           |
|                | Partido de Liberación General y Desarrollo        | 3160    | 1,7        |           |
|                | Demócratas del Siglo 21                           | 2323    | 1,3        |           |
|                | Partido Nacional para el Liderazgo y Desarrollo   | 1893    | 1          |           |
|                | Pendawa Lima                                      | 1432    | 0,8        |           |
|                | Unión de Trabajadores Progresistas y Agricultores | 1290    | 0,67       | 1         |
|                | Partido Nacional Reformista                       | 790     | 0,4        |           |
|                | Partido Amazónico de Surinam                      | 608     | 0,3        |           |
|                | Partido Progresista del Pueblo de Surinam         | 186     | 0,1        |           |
|                | Votos nulos/blancos                               | 8 068   | —          | —         |
| Total de votos | Total de votos                                    | 190 841 | 100        | 51        |

| Predecesor: Elecciones generales de 1996 | Elecciones Parlamentarias de Surinam 2000 | Sucesor: Elecciones generales de 2005 |

- Datos: Q7646345